# Pseudovates longicollis
Pseudovates longicollis es una especie de mantis de la familia Mantidae.

## Distribución geográfica
Se encuentra en México.